# Васфи ат-Телль
Васфи́ ат-Телль (араб. وصفي مصطفى وهبي صالح المصطفى التل ‎‎; 1919, Ирбид, Трансиордания — 28 ноября 1971, Каир, Египет) — премьер-министр Иордании с 28 января 1962 года по 27 марта 1963 года, с 14 февраля 1965 года по 4 марта 1967 года и с 28 октября 1970 года по 29 ноября 1971 года.

## Биография
Васфи ат-Телль родился в семье поэта Мустафы Вахби ат-Телля и курдской матери Мунифы Бабан. Его семья переехала в Ирбид, когда ему было 5 лет. Он переехал в Эс-Салт в 1936 году, когда ему было 16 лет, чтобы поступить в единственную государственную среднюю школу в Иордании в то время.
Во время Второй мировой войны служил в британской армии после того как он воевал в Палестинской войне (1948-49). Окончил Американский Университет в Бейруте, затем поступил на государственную службу, руководил правительственной пресс-службой. После того как антиправительственные демонстрации против заключения Багдадского пакта привели к отставке правящего кабинета был назначен послом в ФРГ.
- 1961—1962 гг. — посол в Иране и Ираке,
- 1962—1963 гг. — премьер-министр Иордании. Его поддержка монархических сил в Гражданской войне в Северном Йемене привела к прямому противостояние с руководством Египта. Был отправлен в отставку из-за его выраженно прозападной политики,
- 1965—1967 и 1970—1971 гг. — вновь премьер-министр Иордании. В этот период начался открытый конфликт иорданского руководства и палестинских военизированных группировок.

28 ноября 1971 иорданский премьер был расстрелян из автоматов четырьмя боевиками у входа в отель Sheraton в Каире, куда прибыл на межарабский саммит. Организаторами теракта иорданские власти сочли лидеров палестинских группировок «Отряд-17» и «Черный сентябрь» Абу Хасана (Али Хасан Саламе, ответственный также за теракты против израильтян, погиб в Бейруте при подрыве машины 22 января 1979) и Абу Ияда (Салах Халаф, позже в ходе конфликта с лидером ООП убит боевиком Ясира Арафата в Тунисе 14 января 1991). Террористы поставили ему в вину личное участие в пытках одного из командиров ФАТХ Абу Али Айяда.

### Личная жизнь
Васфи ат-Телль был женат на Садии Джабри, бывшей жене палестинского лидера 1940-х годов Мусы Алами. У них не было детей.